# Akwizycja języka
Akwizycja języka, przyswajanie języka – stopniowe nabywanie umiejętności językowych i komunikacyjnych w danym języku, tj. umiejętności rozumienia danego języka i mówienia w nim. Pojęcie to przeważnie oznacza nabywanie języka ojczystego przez dziecko, ale bywa także odnoszone do procesów zachodzących u osób dorosłych. Niekiedy spontaniczny proces akwizycji językowej (przyswajania języka) jest odróżniany od uczenia się języka jako procesu kontrolowanego (intencjonalnego, zaplanowanego).
Akwizycja języka ojczystego jest związana z ogólnym rozwojem dziecka, z rozwojem jego myślenia i zdolności poznawczych. W odpowiednich warunkach dziecko zdrowe opanowuje warstwę dźwiękową języka, system gramatyczny, a także wystarczający zasób słownictwa, semantykę i pragmatykę, przy czym proces ten ma przebieg stopniowy.
Akwizycja językowa jest przedmiotem zainteresowań językoznawstwa, jak też psychologii, pedagogiki, logopedii i medycyny. Badania w zakresie akwizycji języka przybierają zatem charakter interdyscyplinarny.
Akwizycja językowa może się wiązać z przyswajeniem różnych dialektów (odmian językowych), w tym zarówno prestiżowej odmiany standardowej, jak i np. pewnej odmiany regionalnej lub społecznej.